# Oxcum
Oxcum es una localidad ubicada en el municipio de Umán del estado mexicano de Yucatán.
Tiene una altitud de 7 metros sobre el nivel del mar y se ubica al sur del estado y se ubica en las coordenadas geográficas 20°56′37″N 89°45′47″O / 20.94361, -89.76306.
Según el censo realizado por el INEGI en 2010, era la cuarta mayor población del municipio, solo después de la cabecera municipal (Umán) y las localidades de Bolón y Dzibikak.
En política se eligen autoridades cada cierto período, diputados federales,locales y presidente municipal  cada 3 años, Gobernador y presidente de la república cada 6 años. 
Representante comunitario o comisario municipal cada 3 años, quienes son autoridades que sirven de  auxiliares y trabajan de mano del ayuntamiento de la cabecera correspondiente para analizar gestiones, trabajos de prioridad como obras en sus comunidades.  
Comisarios y comisarias municipales que han ocupado dicho cargo:   
•Isabel Coba Castro.  
•Liberato Brito Calderon.   
•Amado Canche Garcia.    
•Hector Brito.    
•Juan Aguayo.    
•Eduardo Castro.   
•Delta Aguayo Che.    
•Lucio Canche Garcia.
•Roberto Canche Mena.    
•Griselda Canche Castro 2010-2012.   
•Gladimir Alexis Canche Mex (interina) 2012.     
•Ramiro Castro Martinez 2012-2015.    
•Elizabeth Castro Pech 2015-2018.  
•Mariela Indalecia Solache Canche 2018-2021.  
•Suemi Araceli Flota Lizama 2021-2024.    
•Elvia Yanelli Gonzalez Chi 2024-2027.    
Además de que el grupo de ejidatarios de la localidad eligen a su delegado o comisario ejidal por un periodo de tres años. 
Algunos que han desempeñado ese cargo son:
•Esteban Solache Gutiérrez.
•Rogelio Canche Garcia.
•Lucio Canche Garcia. 
•Juan Canul Uc. 
•Reyna Victoria Canche Castro.   
•Anselmo Canul Uc. 
•Alberto Castro Poot.  

## Servicios públicos
Según el censo de 2005, en Oxcum hay un total de 251 hogares, de los cuales 240 son viviendas, 16 tienen piso de tierra y unos 67 consisten de una sola habitación, 187 de todas las viviendas tienen instalaciones sanitarias, 221 son conectadas al servicio público y 222 tienen acceso a la luz eléctrica. La estructura económica permite a 1 viviendas tener una computadora, a 145 tener una lavadora y 218 tienen una televisión.

## Educación
Según el censo de 2005, en la población hay 181 analfabetos de 15 y más años, 6 de los jóvenes entre 6 y 14 años no asisten a la escuela. De la población a partir de los 15 años 123 no tienen ninguna escolaridad, 448 tienen una escolaridad incompleta, 126 tienen una escolaridad básica y 19 cuentan con una educación posterior a básica. Un total de 41 de la generación de jóvenes entre 15 y 24 años de edad han asistido a la escuela, la mediana escolaridad entre la población es de 4 años.

## Demografía
Según el censo de 2005 realizado por el INEGI, la población de la localidad era de 1.049 habitantes, de los cuales 562 eran hombres y 487 eran mujeres; mientras que en el 2010, el INEGI reportó un total de 1.175 habitantes.
| 230                         | 477 | 340 | 300 | 354 | 389 | 505 | 557 | 421 | 835 | 917 | 992 | 1,049 | 1,175 |
| (Fuente: INEGI [Consultar]) |     |     |     |     |     |     |     |     |     |     |     |       |       |

## Las haciendas en Yucatán
Las haciendas en Yucatán fueron organizaciones agrarias que surgieron a finales del siglo XVII y en el curso del siglo XVIII a diferencia de lo que ocurrió en el resto de México y en casi toda la América hispana, en que estas fincas se establecieron casi inmediatamente después de la conquista y durante el siglo XVII. En Yucatán, por razones geográficas, ecológicas y económicas, particularmente la calidad del suelo y la falta de agua para regar, tuvieron una aparición tardía.
Una de las regiones de Yucatán en donde se establecieron primero haciendas maiceras y después henequeneras, fue la colindante y cercana con Mérida. A lo largo de los caminos principales como en el "camino real" entre Campeche y Mérida, también se ubicaron estas unidades productivas. Fue el caso de los latifundios de Yaxcopoil, Xtepén, Uayalceh, Temozón, Itzincab y San Antonio Sodzil.
Ya en el siglo XIX, durante y después la llamada Guerra de Castas, se establecieron las haciendas henequeneras en una escala más amplia en todo Yucatán, particularmente en la región centro norte, cuyas tierras tienen vocación para el cultivo del henequén.
En el caso de Oxcum, al igual que la mayoría de las otras haciendas, dejaron de serlo, con peones para el cultivo de henequén, para convertirse en un ejido, es decir, en una unidad colectiva autónoma, con derecho comunitario de propiedad de la tierra, a partir del año 1937, después de los decretos que establecieron la reforma agraria en Yucatán, promulgados por el presidente Lázaro Cárdenas del Río. El casco de la hacienda permaneció como propiedad privada.

## Galería

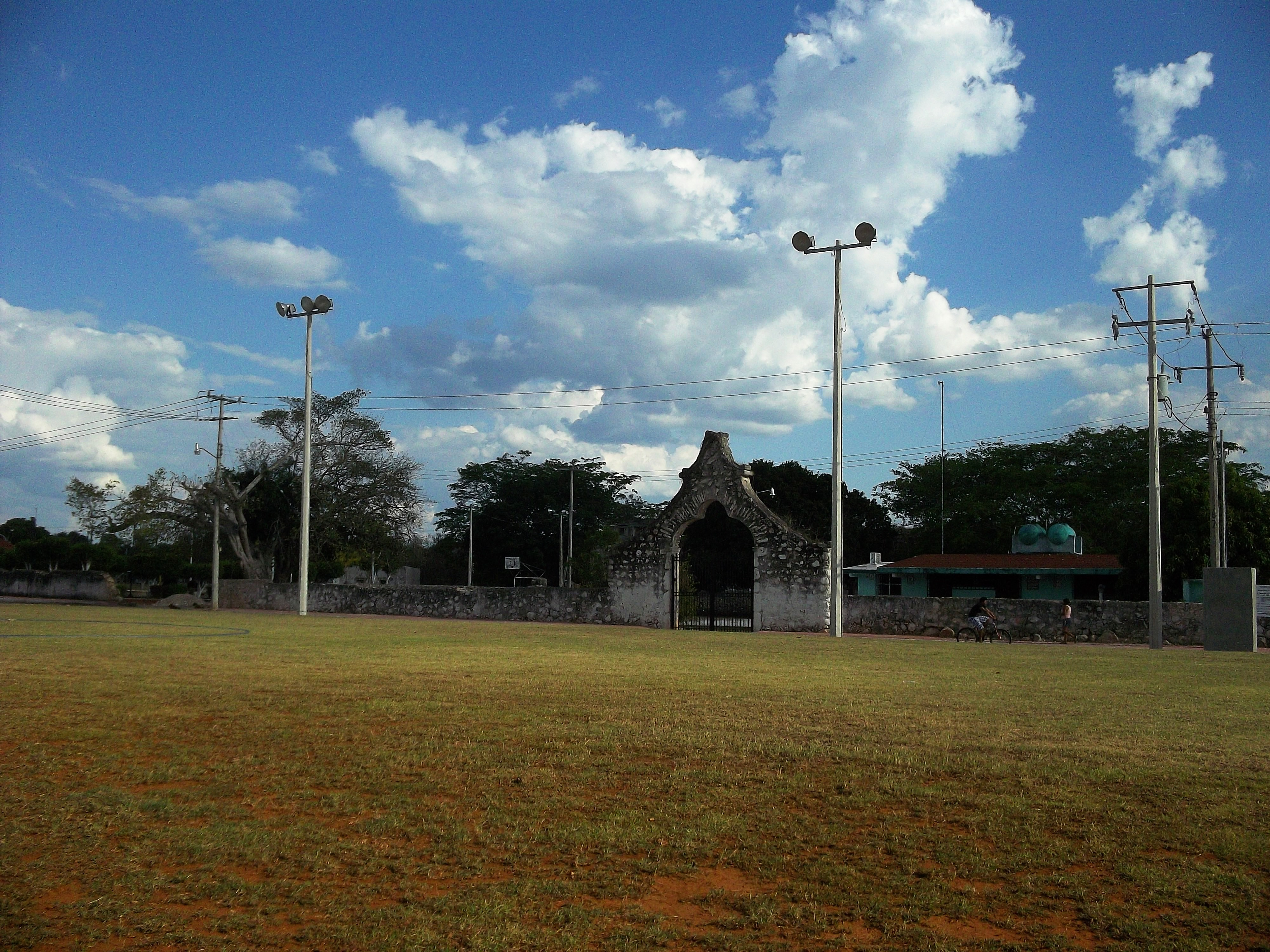
Vista de la hacienda Oxcum.
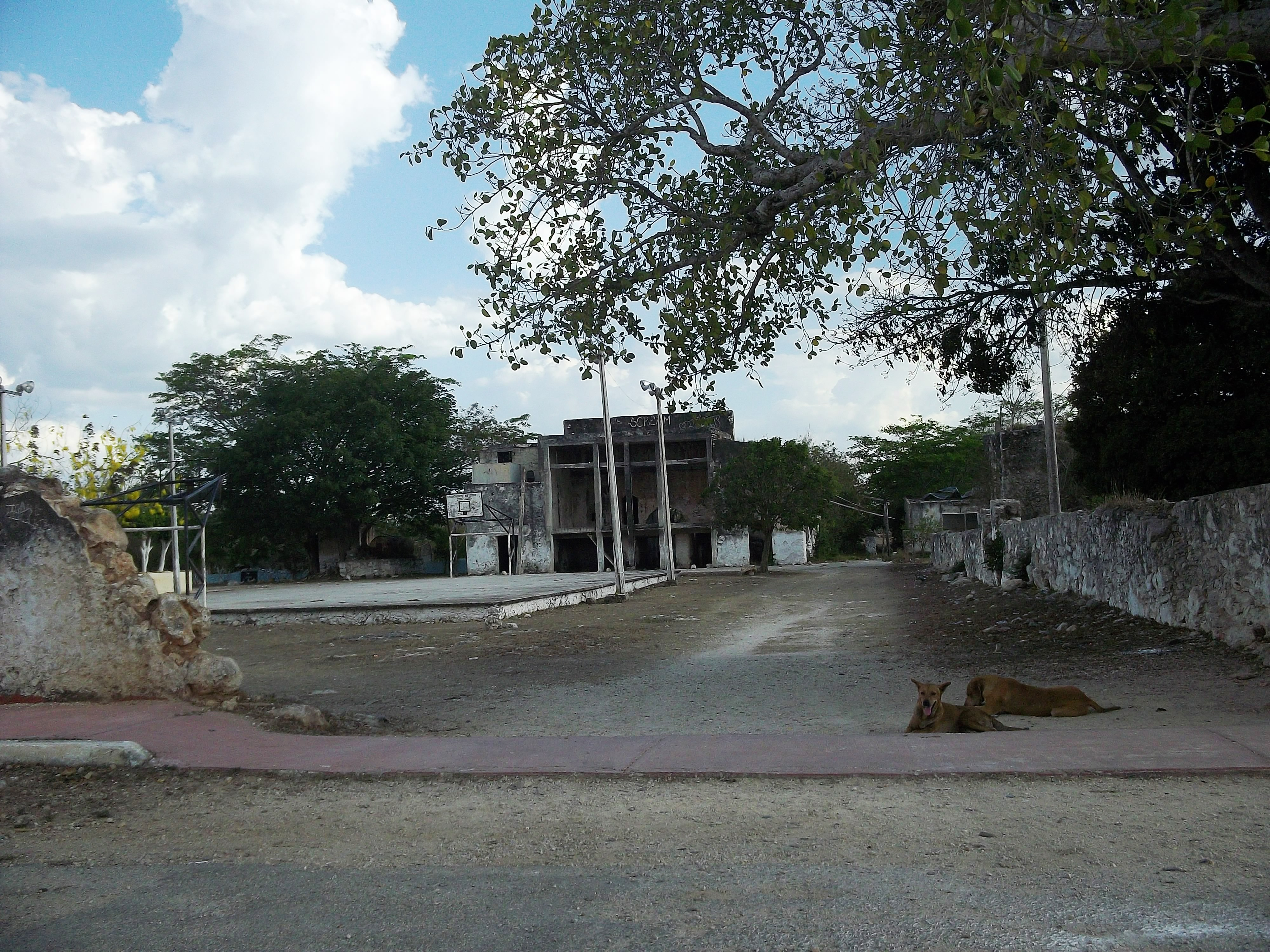
Vista de la hacienda Oxcum.